# Ürmössy Kálmán
Ürmössy Kálmán/Kázmér (Abrudbánya, 1862. – Budapest, 1922. augusztus 10.) kohómérnök, miniszteri tanácsos.

## Életpályája
1886–1889 között tanársegéd, majd helyettes tanár volt a Selmeci Akadémia fémkohászati tanszékén. 1889–ben a körmöcbányai pénzverő hivatalhoz került, 1912-től igazgatója volt.
Több tanulmánya jelent meg a Bányászati és Kohászati Lapokban.

## Családja
Szülei: Ürmössy Lajos és Fazekas Amália voltak. Felesége, Váry Anna (1866–1942) volt. Lánya, Ürmössy Anikó (1892–1968) színésznő volt. Unokája, Gellért Anikó (1919-) író.